# Ted Grant
Isaac Blank (Germiston, Sudáfrica, 9 de julio de 1913-Londres, 20 de julio de 2006), conocido como Edward (Ted) Grant, fue un político marxista británico, fundador y máximo dirigente de la Tendencia Militant del Partido Laborista desde su fundación (1964) hasta su desaparición (1992).

## Principales ideas
Ted Grant se definía a sí mismo como marxista, leninista y trotskista. Sus ideas hacen hincapié en las siguientes cuestiones:
- Los llamados Estados socialistas nacidos tras la Segunda Guerra Mundial son considerados por Grant como Estados obreros deformados o regímenes de bonapartismo proletario. Debido a ello, Grant negaba cualquier diferencia cualitativa entre esos países y la URSS de Stalin, excepto la caracterización de Estado obrero degenerado en lugar de deformado que el trotskismo hace del estalinismo en la Unión Soviética. En particular, Grant profundizó en la teoría del bonapartismo proletario de Trotski: predijo, en la situación mundial de 1945-1991, el establecimiento de nuevos Estados obreros burocratizados en países en vías de desarrollo, incluso basados en golpes militares de izquierda o guerras de guerrilla campesinas. De acuerdo con Grant, las pequeñas diferencias entre esos países tienen una importancia menor y los enfrentamientos entre sus direcciones se derivan de intereses entre burocracias contrapuestas. A diferencia de la mayoría de grupos trotskistas, Ted Grant pensaba que también Birmania y Siria, donde sus dirigentes no realizaban discursos procomunistas, debían ser incluidos en la categoría de Estados obreros deformados, teniendo economía planificada. Para todos estos países apoyaba la clásica demanda de Trotski: una revolución política de la clase obrera para restaurar o establecer la democracia obrera preservando la economía planificada, como planteó el ala obrera de la Revolución Húngara de 1956.

- Enfatizaba mucho la importancia de las tácticas del frente único defendidas por la Tercera Internacional en los años 20 y una renovación de las tácticas entristas defendidas por Trotski y sus seguidores en los años 30. De acuerdo con Grant, los grupos trotskistas debían trabajar en los grandes partidos y sindicatos de la clase obrera, como aplicación del método de Trotski en las difíciles condiciones impuestas a sus seguidores por la situación política mundial a partir de la década de 1930. En particular a partir de los años 50, el entrismo defendido por Ted Grant se diferenció del entrismo profundo defendido por dirigentes de la Cuarta Internacional como Michel Pablo: los revolucionarios deben trabajar, según Grant, dentro, fuera y alrededor de las organizaciones de masas porque los trabajadores comienzan a movilizarse a través de sus organizaciones de masas tradicionales y porque fuera del movimiento obrero no hay nada. Esta premisa le diferencia de todo el resto de grupos trotskistas que a escala mundial son considerados como degenerados en prácticas sectarias bajo la influencia de las ideas de la pequeña burguesía (guerrillerismo, nacionalismo de izquierda, énfasis en los estudiantes, el tercer mundo o el feminismo, etc.).

## Inicios de su vida política
Grant, nacido Isaac Blank en Germiston, Sudáfrica, era hijo de una familia obrera emigrada de la Rusia zarista en el siglo XIX. Ralph Lee, huésped de la familia, le introdujo en las ideas del marxismo, discutiendo textos clásicos y copias del periódico trotskista norteamericano The Militant, órgano de la Liga Comunista de América. En 1934 se afilió al Partido Comunista de Sudáfrica, uniéndose a la Oposición de Izquierdas Internacional, pero a finales de año, junto a un tercer camarada, Max Basch, Grant y Lee emigraron a Londres, donde creían que podrían desarrollar mejor su trabajo político.

## En Gran Bretaña
Durante el viaje, y para evitar problemas a su familia en Sudáfrica, decidió cambiar su nombre por el de Edward Grant –aunque a partir de entonces sería conocido como Ted- y conoció en Francia a León Sedov, uno de los hijos de Trotski. Una vez en Gran Bretaña, se unió al Grupo Marxista, una corriente del Partido Laborista Independiente. Tomó parte en la Batalla de Cable Street contra los fascistas de Oswald Mosley. Cuando Trotski aconsejó al grupo trabajar en el seno del Partido Laborista y su dirección lo rechazó, Grant se escindió para formar el Grupo Bolchevique-Leninista, que pronto sería conocido como Grupo Militant. Este grupo creció, pero en 1937, por diferencias con la política ejercida desde la dirección por Ralph Lee, Grant se escindió de nuevo.

## Formación de la Tendencia Militant
Ted Grant fundó la Liga Obrera Internacional junto a Jock Haston. El grupo creció y, en 1941, Grant se convirtió en el editor de su periódico. Continuó su trabajo fusionándose con la Liga Socialista Revolucionaria para crear el Partido Comunista Revolucionario, que durante los años 1940 crecería hasta convertirse en una organización importante de la izquierda británica. En los años 1950, el RCP se hundió, debido al contexto político general y a las diferencias con la corriente de Gerry Healy. Ted Grant y sus partidarios formaron una nueva y pequeña tendencia del Partido Laborista llamada Liga Socialista Revolucionaria. En 1957, la RSL fue admitida en la Cuarta Internacional y en 1964 lanzó su nuevo periódico, Militant. 
La tendencia Militant creció muy lentamente, hasta que, a partir de los años 70, se convirtió en una corriente poderosa del Partido Laborista. Ganó la mayoría en las Juventudes Socialistas, tenía un periódico semanal y en los años 80 poseía varios miles de miembros, tres diputados, decenas de concejales y la alcaldía de Liverpool.

## La lucha en el Partido Laborista
Aplicando las ideas de Ted Grant y defendiendo un programa socialista en el seno del Partido Laborista, la tendencia Militant se convirtió en una poderosa corriente del movimiento obrero británico. Tenía mucha influencia en numerosas agrupaciones del Partido Laborista, en los sindicatos y entre la juventud. 
Esta situación amenazaba la política de la dirección, desde 1985 liderada por Neil Kinnock, partidario de moderar el discurso del Partido y abandonar cualquier referencia a sus principios marxistas. Entre 1983 y principios de los años 90 se llevó a cabo una campaña de expulsiones de los dirigentes, miembros y simpatizantes de Militant, azuzada por el gobierno conservador de Margaret Thatcher y los grandes medios de comunicación. En 1983, Ted Grant y el resto de los miembros del Comité de Redacción de Militant fueron expulsados del Partido Laborista, aunque con una fuerte oposición interna. 
A finales de los 90, a pesar de las expulsiones, Militant conservaba intacta su influencia en el Partido Laborista y la mayoría de sus posiciones parlamentarias, locales y sindicales. Dirigió la lucha contra el poll tax, que provocaría la dimisión de Thatcher como primer ministro en 1990. 

## Expulsión de Militant
En 1991-1992, la mayoría de la dirección de Militant propuso lanzar un partido independiente argumentando el giro a la derecha del laborismo y basándose en el potencial revelado por la lucha contra el poll tax. Esta decisión se encontró con la firme oposición de Ted Grant, que junto a Alan Woods y una minoría de Militant, defendió seguir trabajando en el Partido Laborista y los sindicatos. Tras el debate, la minoría, incluyendo al fundador de Militant, fue expulsada de la organización.
Ted Grant participó entonces en la fundación de Socialist Appeal en Gran Bretaña y de la Corriente Marxista Internacional, para seguir defendiendo la creación de una corriente que defendiese las ideas del marxismo en las organizaciones de la clase obrera. Durante los años 90 dedicó la mayor parte de su tiempo a la escritura, con obras como Razón y revolución (1995) o Rusia: De la revolución a la contrarrevolución (1998), publicadas en español por la Fundación Federico Engels, que también editó varios de sus textos breves en la colección Escritos de Ted Grant y dos volúmenes recopilatorios: Obras (Volumen I) e Historia del trotskismo británico (1930-1949), en 2006 y 2009 respectivamente. 
Ted Grant falleció en Londres el 20 de julio de 2006, a los 93 años de edad.